# Leo Belmonte
Leonardo Mohana Pedro Belmonte (São Paulo, 25 de abril de 2002), mais conhecido pelo seu nome artístico Leo Belmonte, é um ator brasileiro. Ficou conhecido nacionalmente por ter interpretado Jorge Cavalieri em Carrossel.

## Carreira
Aos 6 anos de idade começou a participar de comerciais de TV e em 2011 estreou no quadro Grupo Escolar do programa CQC com Marcelo Tas, transmitido pela Band. Após isso, aos 8 anos de idade Leo foi aprovado para interpretar o personagem Jorge na telenovela Carrossel do SBT em 2012. Em 2014, retornou ao personagem no seriado Patrulha Salvadora, onde participou das duas primeiras temporadas.
Ainda como Jorge, em 2015 fez parte do longa metragem Carrossel: O Filme e Carrossel 2: O Sumiço de Maria Joaquina em 2016.  Em 2015 Leo também gravou um disco com a "Banda 4Joy", formado junto com seus colegas que foram também atores em Carrossel: Esther Marcos, Gustavo Daneluz e Stefany Vaz.
Em 2019, integrou o elenco de 3%, a primeira série brasileira produzida pela Netflix, como Arthur Moreira, irmão de Rafael (interpretado por Rodolfo Valente). No mesmo ano, fez uma participação na telenovela As Aventuras de Poliana do SBT, interpretando um vilão da trama.
Em 2021, participou da novela Gênesis da Record TV, onde interpretou o personagem Éder na primeira fase da "Jornada de Abraão". Em 2022, Leo interpreta Guilherme no longa metragem #PartiuFama.

## Filmografia

### Televisão
| Ano     | Título                         | Papel                 | Notas                   | Ref.   |
| ------- | ------------------------------ | --------------------- | ----------------------- | ------ |
| 2011    | CQC                            | Ele mesmo             | Quadro "Grupo Escolar"  | [ 8 ]  |
| 2011    | Sitio Do Pica-Pau amarelo      | Chico                 | Episódio "Peter Pan"    |        |
| 2012–13 | Carrossel                      | Jorge Cavalieri       |                         | [ 9 ]  |
| 2013    | Carrossel Especial de Natal    | Jorge Cavalieri       | Especial de fim de ano  | [ 10 ] |
| 2014    | Patrulha Salvadora             | Jorge Cavalieri       | 1ª e 2ª Temporada       |        |
| 2014    | É Natal, Mallandro!            | Jorge Cavalieri       | Especial de fim de ano  | [ 11 ] |
| 2016    | Carrossel em Desenho Animado   | Jorge Cavalieri (voz) | Dublagem                | [ 12 ] |
| 2016    | Dance se Puder (2.ª temporada) | Participante          | 3° Eliminado            | [ 13 ] |
| 2019    | As Aventuras de Poliana        |                       | Participação            |        |
| 2019–20 | 3%                             | Arthur Moreira        | Temporada 3–Temporada 4 | [ 14 ] |
| 2021    | Gênesis                        | Éder                  | Fase: Jornada de Abraão | [ 15 ] |
| 2021    | O Hóspede Americano            |                       | Participação            | [ 16 ] |
| 2022    | Reis                           | Zife                  | Fase: A Decepção        | [ 17 ] |

### Cinema
| Ano  | Título                                  | Papel           | Ref.   |
| ---- | --------------------------------------- | --------------- | ------ |
| 2015 | Carrossel: O Filme                      | Jorge Cavalieri |        |
| 2016 | Carrossel 2: O Sumiço de Maria Joaquina | Jorge Cavalieri | [ 18 ] |
| 2022 | #PartiuFama                             | Guilherme       |        |

## Teatro
| Ano  | Título                         | Papel           | Ref    |
| ---- | ------------------------------ | --------------- | ------ |
| 2013 | Show Carrossel no Circo Tihany | Jorge Cavaliere | [ 19 ] |
| 2014 | O Menino Maluquinho            | Herman          | [ 20 ] |
| 2020 | Querubim                       | Luís            | [ 21 ] |

## Discografia
| Ano  | Canção             | Álbum                                   |
| ---- | ------------------ | --------------------------------------- |
| 2012 | A Banda            | Carrossel                               |
| 2013 | Filhote do Filhote | Carrossel                               |
| 2015 | Carro-Céu          | Carrossel: O Filme                      |
| 2015 | PanaPaná           | Carrossel: O Filme                      |
| 2015 | Amiguinho          | Carrossel: O Filme                      |
| 2015 | Várias             | Banda 4Joy                              |
| 2016 | De Zero a Dez      | Carrossel 2: O Sumiço de Maria Joaquina |

## Prêmios e indicações
| Ano  | Prêmio                | Categoria            | Trabalho  | Resultado |
| ---- | --------------------- | -------------------- | --------- | --------- |
| 2013 | Prêmio Contigo! de TV | Melhor Ator Infantil | Carrossel | Indicado  |